# Bahnhof Gutenfürst
Der Bahnhof Gutenfürst ist ein Bahnhof im Weischlitzer Ortsteil Gutenfürst im sächsischen Vogtlandkreis. Er befindet sich an der Bahnstrecke Leipzig–Hof wurde 1848 eröffnet und erlangte von 1945 bis 1990 eine Bedeutung als Grenzbahnhof an der Demarkationslinie zwischen der US-amerikanischen und sowjetischen Besatzungszone und späteren innerdeutschen Grenze zwischen der Bundesrepublik Deutschland und der DDR. Heute halten im Bahnhof nur noch Nahverkehrszüge.

## Geschichte

### Bis zum Ende des Zweiten Weltkriegs
Die Sächsisch-Bayerische Eisenbahn-Compagnie erhielt Anfang der 1840er Jahre die Konzession für den Bau einer Bahnstrecke von Leipzig nach Hof. Die ersten Abschnitte aus Richtung Leipzig wurden noch in der ersten Hälfte der 1840er Jahre eröffnet. Da man sich mit den weiteren Baukosten auf dem Teilstück Crimmitschau–Plauen verschätzt hatte, geriet die Gesellschaft in Zahlungsschwierigkeiten und wurde 1847 an den sächsischen Staat verkauft. Zu dieser Zeit wurde bereits am Teilstück Plauen–Hof gearbeitet, um möglichst bald weitere Einnahmen für die teuren Brückenbauten zu erzielen. Am 20. November 1848 wurde der Abschnitt Plauen–Hof zusammen mit dem Haltepunkt Gutenfürst eröffnet. Die Gesamtstrecke war erst ab 1851 befahrbar.
Die Station war zunächst unbedeutend, zwei Bahnsteige und eine Wartehalle genügten dem bescheidenen Reiseverkehr. Immerhin wurde 1877 der Haltepunkt zur Haltestelle hochgestuft, zugleich wurde ein massives Bahnhofsgebäude errichtet. Für den jetzt zugelassenen Güterverkehr wurden etwa 700 m Gleis sowie vier Weichen verlegt, zudem entstand eine Holzverladerampe. Die Anlagen wurden 1878 noch um einen Güterschuppen ergänzt. Eine Kopf- und Seitenladerampe wurde um 1900 gebaut.
Die Haltestelle wurde 1905 zum Bahnhof erhoben. Die Anlagen umfassten fünf Gleise, davon ein Überholgleis für beide Richtungen, sowie das Empfangsgebäude mit Hausbahnsteig, einen über einen Personentunnel erreichbaren Außenbahnsteig, den Güterschuppen sowie ein Beamtenwohnhaus. Im Laufe der Zeit entwickelte sich insbesondere der Abschnitt Werdau–Hof der Bahnstrecke Leipzig–Hof zu einem der am dichtesten befahrenen Streckenabschnitte in Deutschland, der Verkehr im Bahnhof Gutenfürst blieb stets bescheiden. Die Station lag sowohl im Güter- als auch im Personenverkehr im Vergleich mit den anderen sächsischen Bahnhöfen immer auf den hinteren Plätzen. So wurden 1899 nur 4300 t umgeschlagen, 1913 waren es immerhin rund 8700 t. In denselben Jahren wurde etwa 25.000 beziehungsweise 29.000 Personen abgefertigt.
Der Bahnhof überstand den Zweiten Weltkrieg unbeschädigt, durch Zerstörungen an der Bahnstrecke Leipzig–Hof konnte der Zugverkehr maximal bis April 1945 aufrechterhalten werden.

### Grenzbahnhof
Thüringen und Teile Sachsens wurden im April und Mai 1945 noch von den Amerikanern besetzt, die sich Anfang Juli 1945 auf die im Frühjahr 1945 festgelegte Demarkationslinie zurückzogen. Die Rote Armee besetzte daraufhin die freigewordenen, ihr zugewiesenen Gebiete. Gutenfürst als letzte Station vor der Demarkationslinie war somit Grenzbahnhof geworden. In der Anfangszeit verkehrten nur unregelmäßig Züge, neben Heimkehrern und Flüchtlingen wurden vor allem Kohlen transportiert.
Ab dem 20. Dezember 1945 fuhren wieder regelmäßig Güterzüge mit Kohle aus dem Mitteldeutschen Braunkohlerevier über die Zonengrenze. Zunächst war der Bahnhof Mehltheuer als Übergabebahnhof bestimmt worden, da dazu in Gutenfürst die Möglichkeiten fehlten. Erst nach Einbau eines weiteren Gleises wurden die Züge in Gutenfürst umgespannt.
Begrenzter Reiseverkehr war ab der ersten Hälfte des Jahres 1947 möglich, als Personen einen Postzug mitbenutzen durften. Allerdings wurde die zonenüberschreitende Verbindung immer wieder gesperrt, so zwischen 20. Oktober und 1. November 1947, während der Berlin-Blockade (Juni 1948 bis Mai 1949) sowie im Mai 1952. Unbeschränkter Interzonenverkehr über den Grenzbahnhof Gutenfürst wurde erst 1954 aufgenommen. Ab September 1964 verstärkte sich das Verkehrsaufkommen nochmals, als Güterzüge nach West-Berlin auch über Gutenfürst geleitet wurden. Bis 1952 unterstand der Bahnhof der Sowjetischen Militäradministration, später der Deutschen Grenzpolizei. Diese war zunächst im westlich gelegenen Weiler Stöckigt stationiert, deren Bevölkerung im Zuge der Grenzsicherung bis 1959 den Ort zwangsweise verlassen musste. Zwischen 1961 und 1990 waren die Grenztruppen der DDR für den Bahnhof Gutenfürst zuständig. Die offizielle Bezeichnung war GÜSt (Grenzübergangsstelle) für den Eisenbahnverkehr.
In den ersten Jahrzehnten war der Grenzübergang nicht übermäßig gesichert, zwischen 1975 und 1980 wurde der Bahnhof Gutenfürst festungsähnlich ausgebaut, um Fluchten zu verhindern. Größere Vorhaben waren der Bau einer Beschaubrücke über alle Gleise, eine weiträumige Flutlichtanlage mit acht Masten sowie ein Stumpfgleis für den lokalen Reisezugverkehr innerhalb der DDR in Richtung Plauen, das sich außerhalb der streng gesicherten Kontrollzone befand. Sandgleise im Anschluss an Schutzweichen hätten jeden Zug, der ohne Halt durch den Grenzbahnhof Gutenfürst gefahren wäre, zum Entgleisen gebracht. Insgesamt kosteten die Umbaumaßnahmen 16 Millionen Mark, diverse Restarbeiten zogen sich noch bis 1982 hin. Da man von dem westlich gelegenen 593 m hohen Zapfenstein südlich der Wüstung Stöckigt eine gute Sicht auf den Grenzbahnhof Gutenfürst und das Grenzvorfeld hatte, wurde in den 1970er Jahren auf dem Zapfenstein eine Führungsstelle der Grenztruppen errichtet.

### Entwicklung ab 1989/90

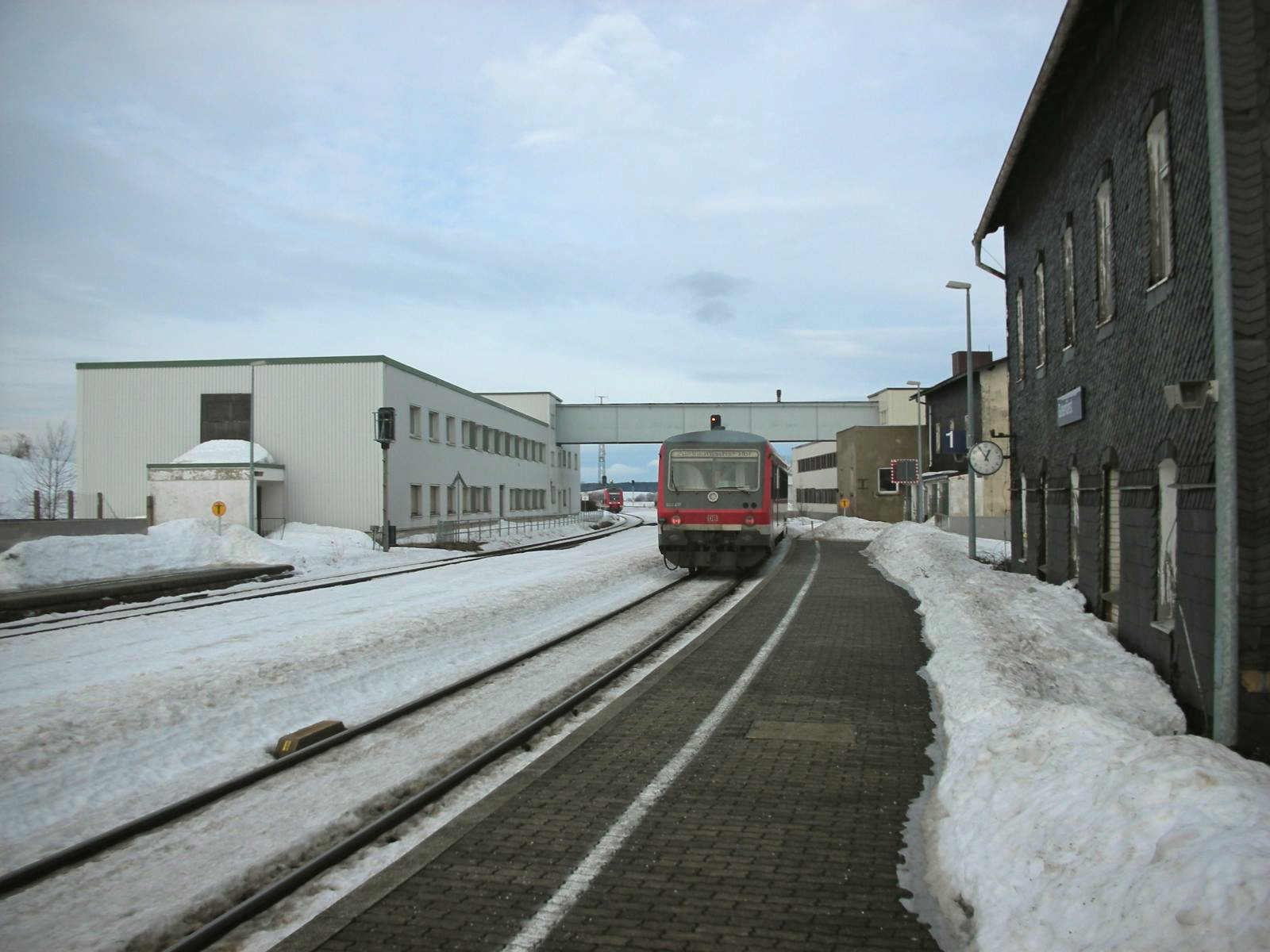
Bahnhof Gutenfürst 2010, ehemalige Beschaubrücke im Hintergrund

Nach der Wende 1989/90 sank die Bedeutung des Bahnhofs rapide. In der Anfangszeit nach der Grenzöffnung am 9. November 1989 war der Zugverkehr chronisch überlastet, normalisierte sich jedoch bald wieder. Seit dem 1. Juli 1990 (an diesem Tag trat die Währungs-, Wirtschafts- und Sozialunion in Kraft) wurden keine Grenzkontrollen mehr durchgeführt.
Ab 1990/91 wurde in den Bahnhofsgebäuden durch die Deutsche Reichsbahn eine Lehrlingswerkstatt eingerichtet. Dort wurden Kommunikationselektroniker ausgebildet. Diese Berufsausbildung gab es offiziell vom 1. August 1987 bis zum 1. August 2003; sie ersetzte den Facharbeiter für BMSR-Technik teilweise. Die Deutsche Bahn investierte hier mehrere Millionen DM. Später wurde noch ein Wohnheim integriert. Die Ausbildungen wurden Ende der 1990er Jahre eingestellt. So gab es de facto nur eine Abschlussklasse, die hier von 1991 bis 1995 als Kommunikationselektroniker im Fachbereich Informationstechnik ausgebildet wurde. 
Die Gebäude blieben im Wesentlichen bis heute unverändert. Bei der Elektrifizierung der Bahnstrecke Reichenbach–Hof wurde Anfang 2013 die Schaubrücke entfernt.
Bis zum Fahrplanwechsel im Dezember 2023 verkehrten zweistündlich die Verstärkerfahrten der RB 13 Gutenfürst–Hof der Erfurter Bahn. Im Zusammenhang mit der Vergabe des Netzes Regionalverkehr Oberfranken an das Bahnunternehmen Agilis wurde das Angebot zwischen Hof und Gutenfürst auf drei Zugpaare reduziert.
Heute (2024) halten am Bahnhof nur noch drei Zugpaare der Agilis und zwei Zugpaare der Vogtlandbahn.